# Camada de apresentação

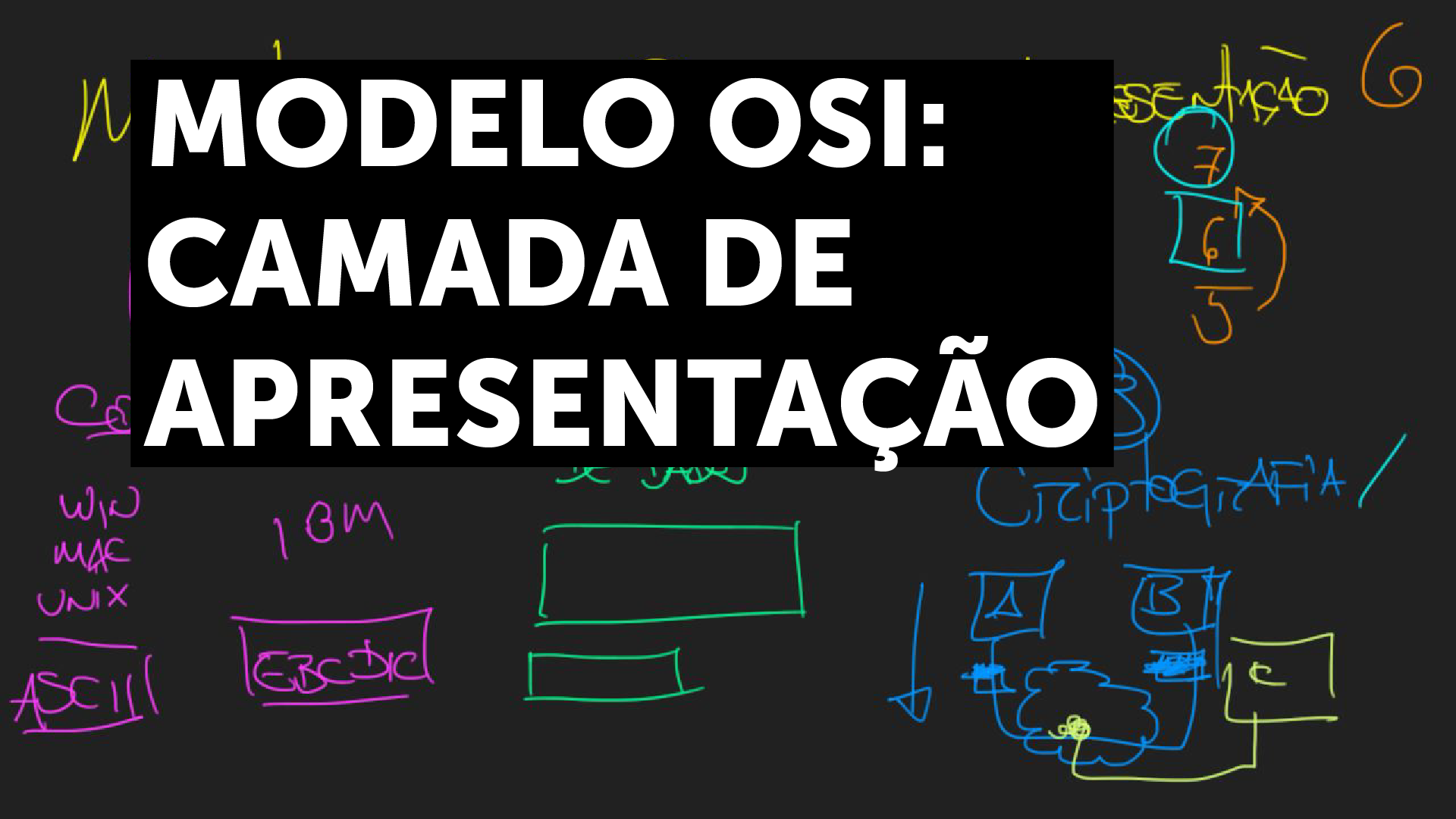
[http://espiral.me/2014/11/19/modelo-osi-camada-de-apresentacao/ Vídeo explicativo sobre a Camada de Apresentação

No Modelo OSI de sete camadas de rede de computadores, a camada de apresentação é a camada 6 e serve como o tradutor de dados para a rede. É algumas vezes chamado de camada de sintaxe.

## Descrição
A camada de apresentação é responsável pela entrega e formatação da informação para a camada de aplicação para posterior processamento ou apresentação. Ela libera a camada de aplicação de questões relacionadas às diferenças sintáticas na representação de dados dentro dos sistemas do utilizador final. Um exemplo de um serviço de apresentação seria a conversão de um arquivo de computador de texto codificado em EBCDIC para um arquivo codificado em ASCII.
Ela também é responsável pela compressão e criptografia dos dados. 